# Bradysia polonica
Bradysia polonica är en tvåvingeart som först beskrevs av Franz Lengersdorf 1929.  Bradysia polonica ingår i släktet Bradysia och familjen sorgmyggor.
Artens utbredningsområde är Polen. Arten är reproducerande i Sverige. Inga underarter finns listade i Catalogue of Life.